# Üzerlik, Merkezefendi
Üzerlik là một xã thuộc huyện Merkezefendi, tỉnh Denizli, Thổ Nhĩ Kỳ. Dân số thời điểm năm 2010 là 274 người.